# Kilolitro
El kilolitro o quilolitro es una unidad de volumen equivalente a mil litros, representado por el símbolo kL. Es el tercer múltiplo del litro y también equivale a 1 metro cúbico.

## Equivalencias
- 1.000.000 mililitros
- 100.000 centilitros
- 10.000 decilitros
- 1.000 litros
- 100 decalitros
- 10 hectolitros